# Bohémský život
Bohémský život je celovečerní hraný film, který natočil v roce 1992 ve finsko-francouzské koprodukci režisér Aki Kaurismäki na motivy románu Henri Murgera Ze života pařížské bohémy. Film je černobílý a namluvený ve francouzštině.
Scenárista a režisér Kaurismäki přenesl děj Murgerovy knihy, odehrávající se koncem první poloviny 19. století, do současnosti. Film pojednává o osudech umělců, kteří se odmítají přizpůsobit komerčním tlakům a proto žijí ve stálém materiálním nedostatku. Hlavními hrdiny je trojice přátel: francouzský spisovatel Marcel (André Wilms), albánský malíř Rodolfo (Matti Pellonpää) a irský hudebník Schaunard (Kari Väänänen). Ve filmu také vystupují jejich přítelkyně Mimi (Evelyne Didi) a Musette (Christine Murillo), stejně jako bohatý pařížský obchodník Blancheron (Jean-Pierre Léaud), který občas odkoupí některý z Rodolfových obrazů a zachrání tak kamarády před hladověním. Zápletku tvoří Rodolfovo vypovězení z Francie a následný ilegální návrat, stejně jako nemoc a smrt jeho milované Mimi.
Kaurismäki se chtěl vrátit k původnímu duchu Murgerovy předlohy, který Pucciniho opera Bohéma překryla bombastickou sentimentalitou. Jeho pojetí je výrazně minimalistické, vypráví jednoduchým až naivistickým způsobem, dialogy jsou velmi stručné a týkají se banálních věcí. Důležitá je melancholická atmosféra pařížské periférie a oslava skromného, ale důstojného a smysluplného života hrdinů, kteří žijí po svém navzdory všem nezdarům.
Film obdržel cenu FIPRESCI na berlínském festivalu 1992 a cenu Jussi pro nejlepší finský film roku. Také byl nominován na Evropskou filmovou cenu, ale nakonec byli oceněni jen Pellonpää za hlavní a Wilms za vedlejší roli.